# Ranko Babić
Ranko Babić, slovenski stand-up komik in igralec, * 20. september 1981.
Ranka Babića je širša javnost spoznala kot Jožeta v nanizanki Kursađije. Je avtor stand-up monokomedije Moška copata. Prepoznaven je tudi kot igralec v slovenskih nadaljevankah, v Eni žlahtni štoriji (2015) in Gorskih sanjah (2018).

## Zasebno življenje
Je poročen; z ženo Natašo ima hčeri Tajo in Kajo.